# Museo archeologico di Saintes

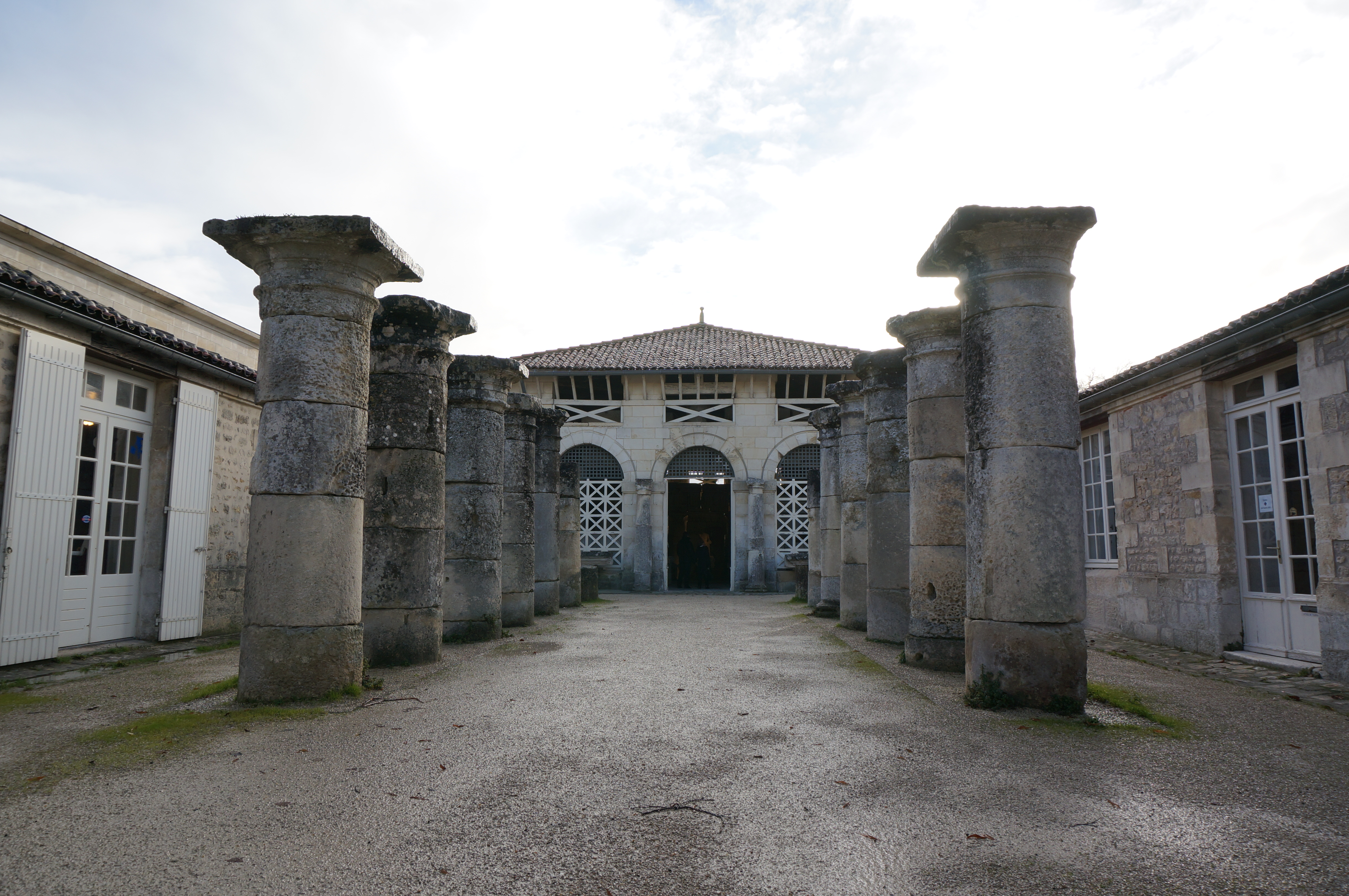
Colonnato e ingresso

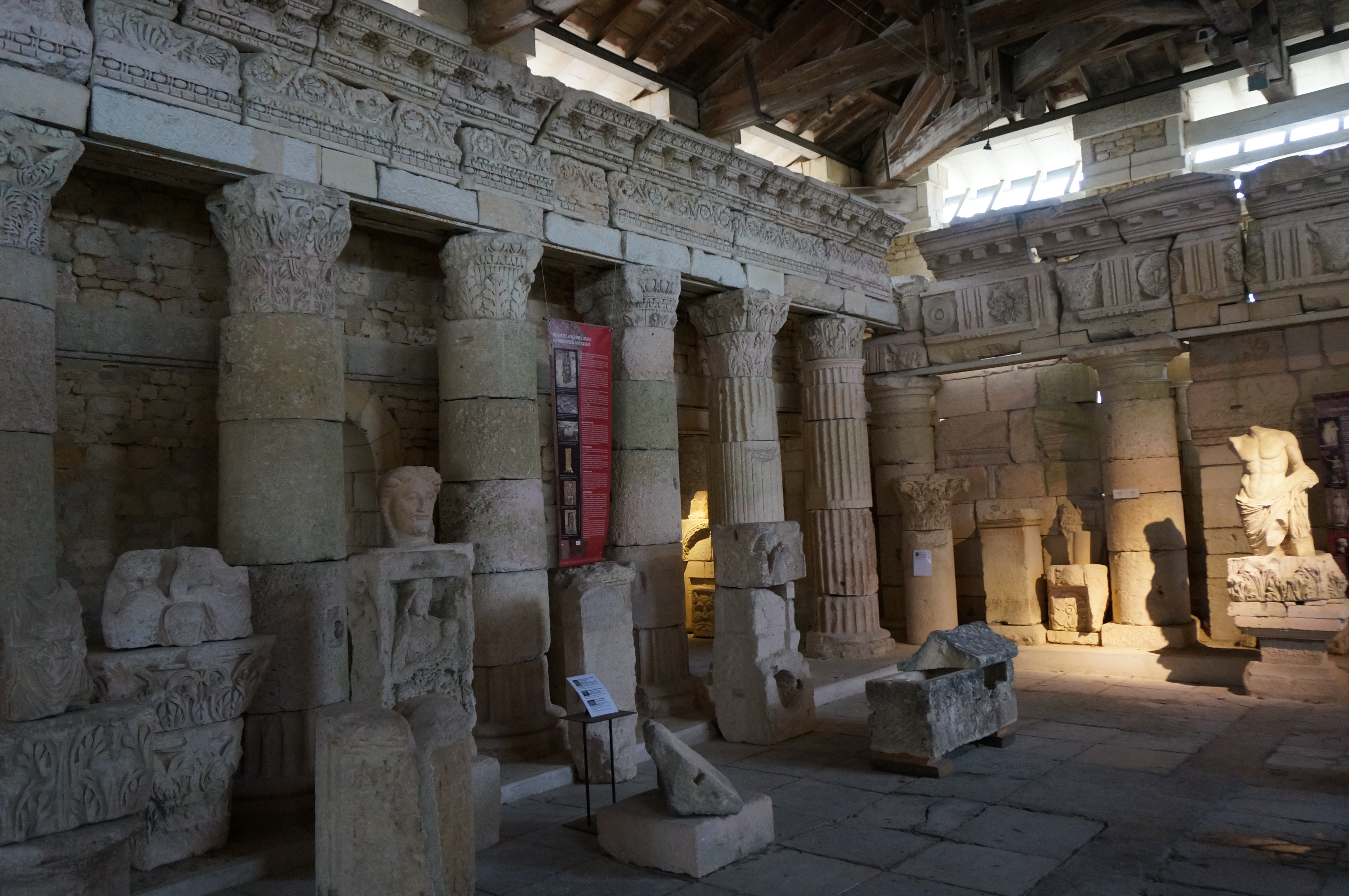
Gli edifici pubblici ricostruiti

Il Museo archeologico è un museo pubblico di Saintes, nel dipartimento della Charente-Maritime, in Francia.

## Storia
Il museo nacque nel 1815  per iniziativa del barone Alexandre Chaudruc de Crazannes, raccogliendo un'importante collezione lapidaria proveniente dalle campagne di scavo archeologico e dai lavori di terrazzamento condotti nel corso del XIX secolo.
Nel 1931 fu spostato nell'edificio del l'ex-macello municipale, i cui locali furono sistemati in base alle indicazioni dell'archeologo ed erudito Charles Dangibeaud, nominato conservatore dei musei della città. Le aperture furono chiuse da griglie e una corte interna precede la sala principale. Il museo si affaccia sul piazzale André Malraux e ospita un colonnato proveniente da un monumento antico, distrutto alla fine del III secolo per la costruzione delle mura urbane.

## Descrizione
Gran parte delle collezioni provengono dallo scavo delle antiche mura cittadine, edificate nel periodo di instabilità del III secolo con grande rapidità: per questo motivo una parte degli edifici pubblici fu demolita e i blocchi furono reimpiegati nelle mura.
Le mura furono in seguito più volte rinforzate nel corso del Medioevo e si conservano fino al XVIII secolo. Le fondazioni sono tuttora in parte visibili presso la piazza des Récollets e furono inserite nel registro dei monumenti storici francesi nel 1977.

## Collezione
La sala principale del museo ospita la ricostruzione approssimativa della trabeazione di un importante monumento pubblico, civile o religioso, della città antica, edificato nel I secolo d.C.
Tra gli oggetti esposti figura inoltre una ricca collezione di sculture, ornamentali, religiose e funerarie, tra cui diverse dee-madri e un rilievo che potrebbe raffigurare il fiume Charente.
Una statua senza testa di epoca augustea raffigura una dea che tiene un giovane cervo, simbolo di prosperità e del legame con il mondo dei defunti.
Numerosi frammenti di colonne, di stele funerarie, o di capitelli, e resti di mosaici rappresentano la parte più consistente della collezione. Tra questi una statua acefala in marmo lunense e degli elementi di un carro romano del I secolo, unico in Europa occidentale.

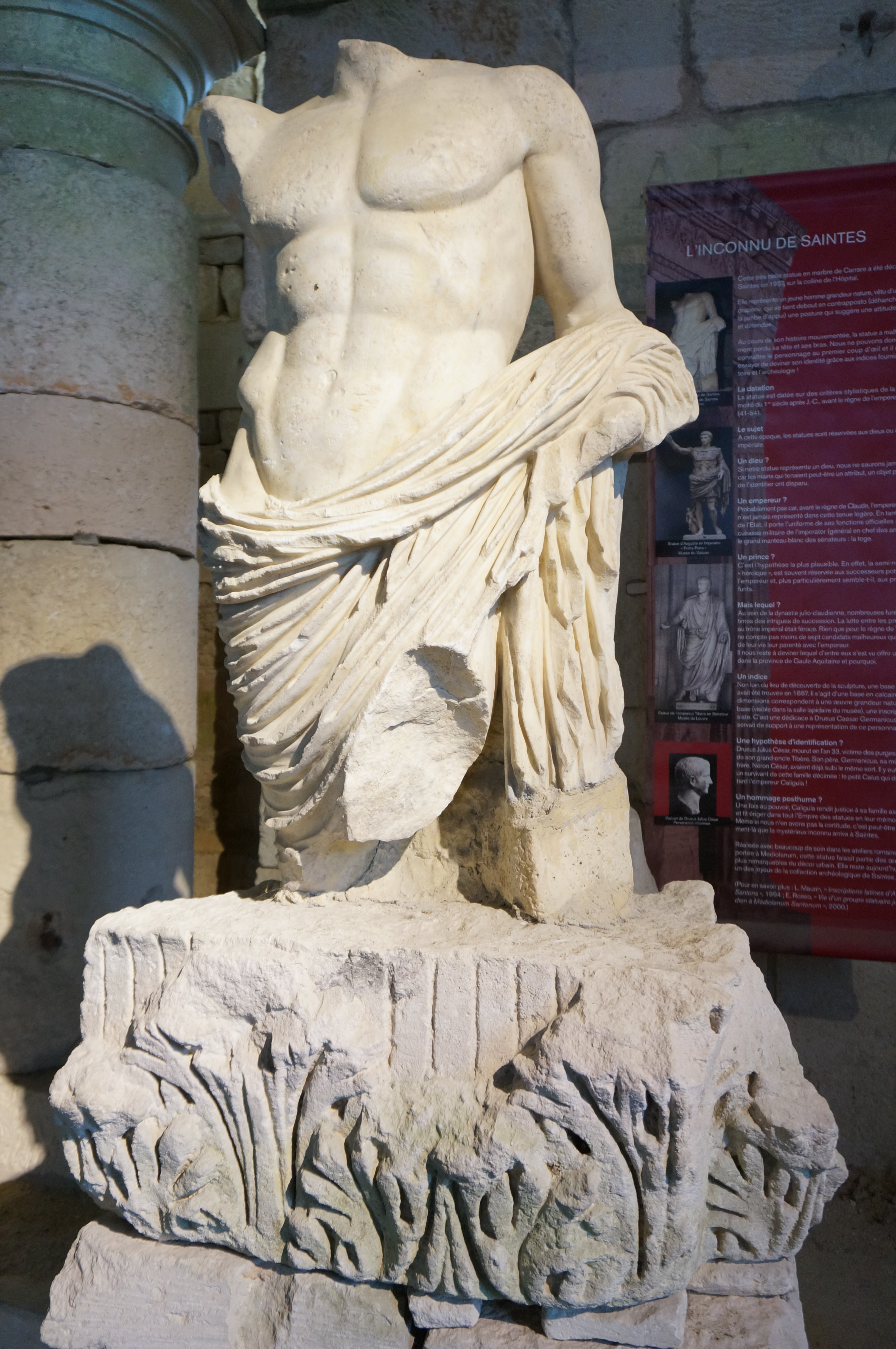
Lo "sconosciuto" di Saintes, forse Druso Cesare.
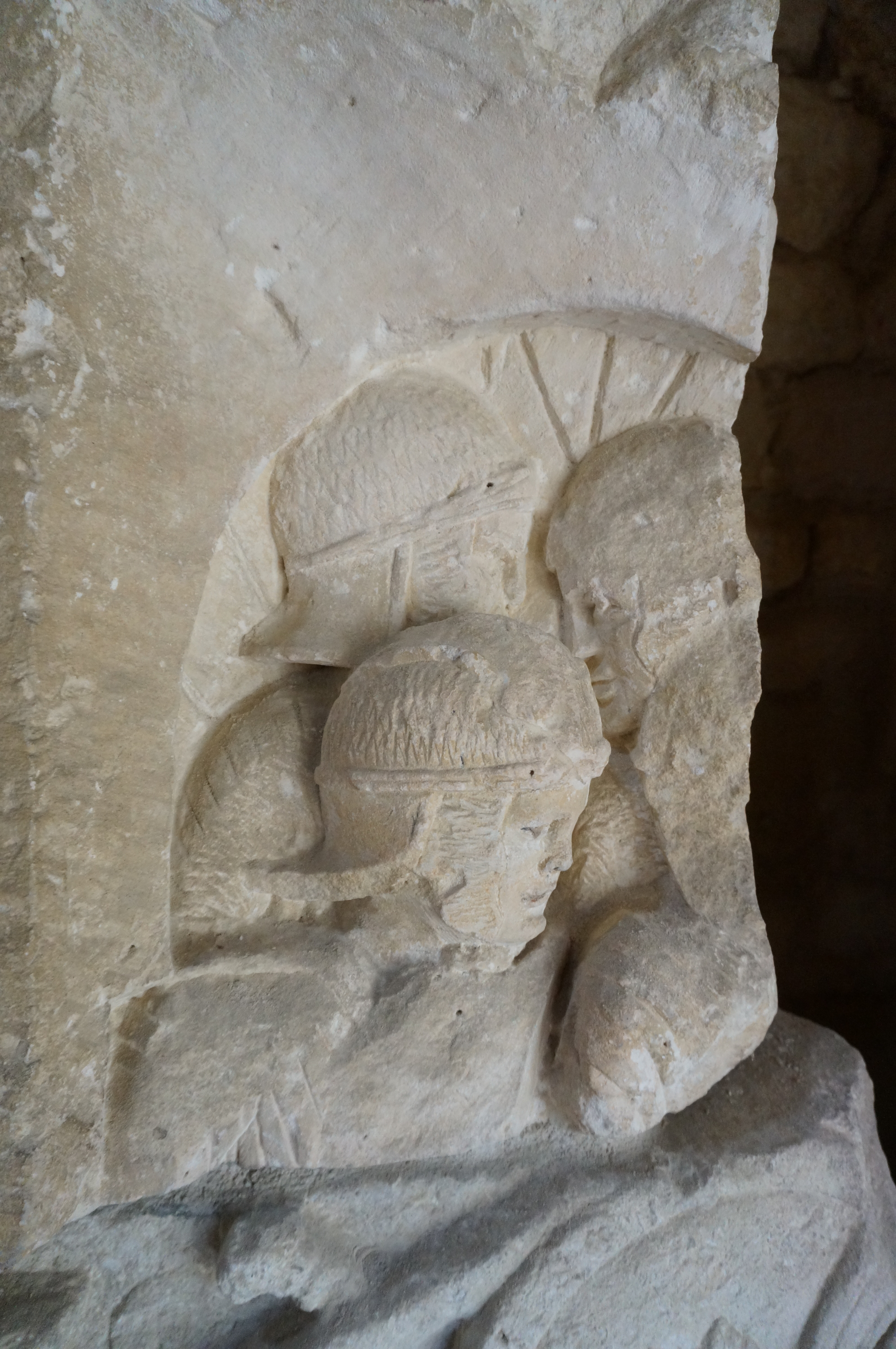
Tre guerrieri.
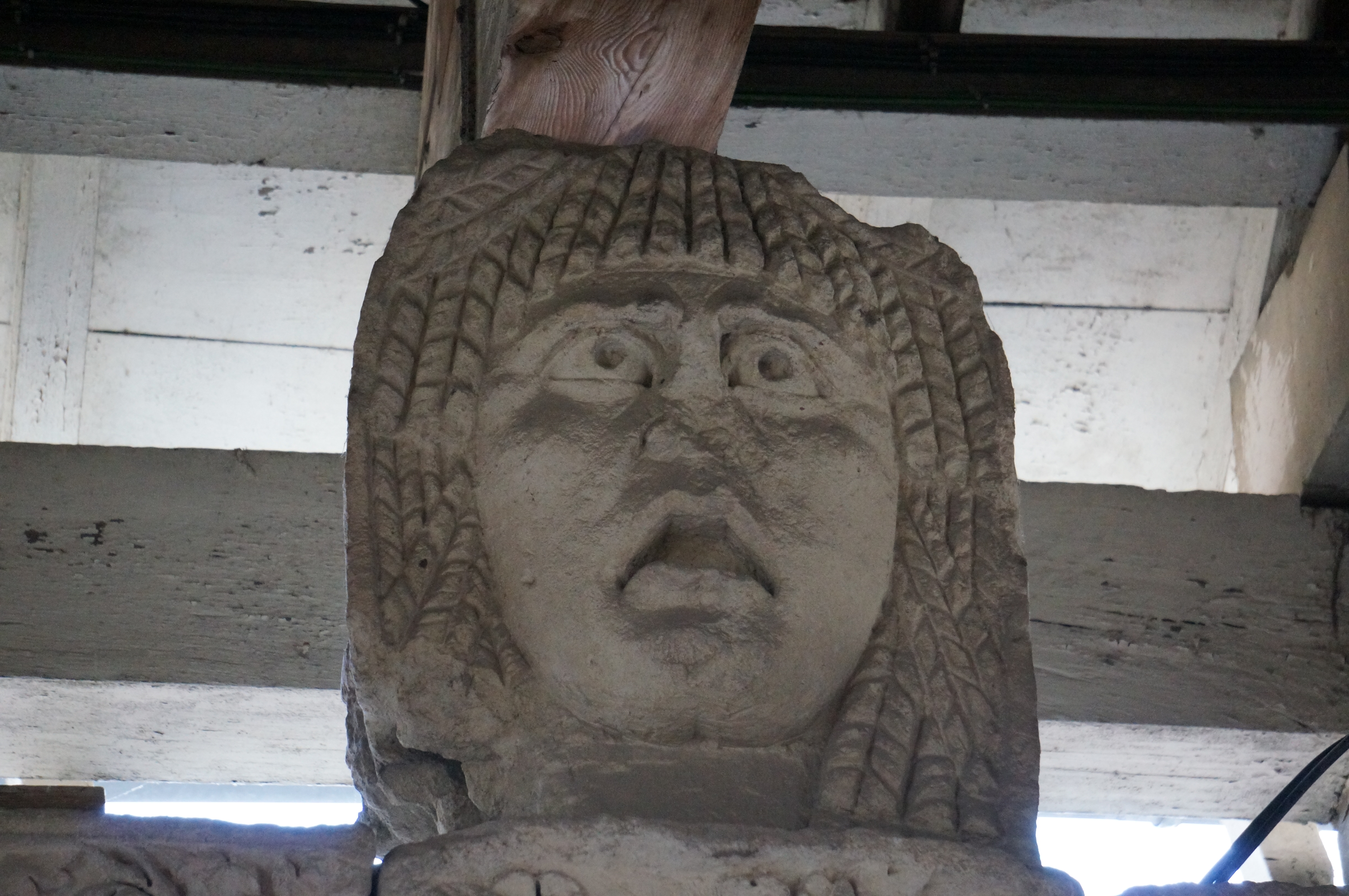
Testa colossale.
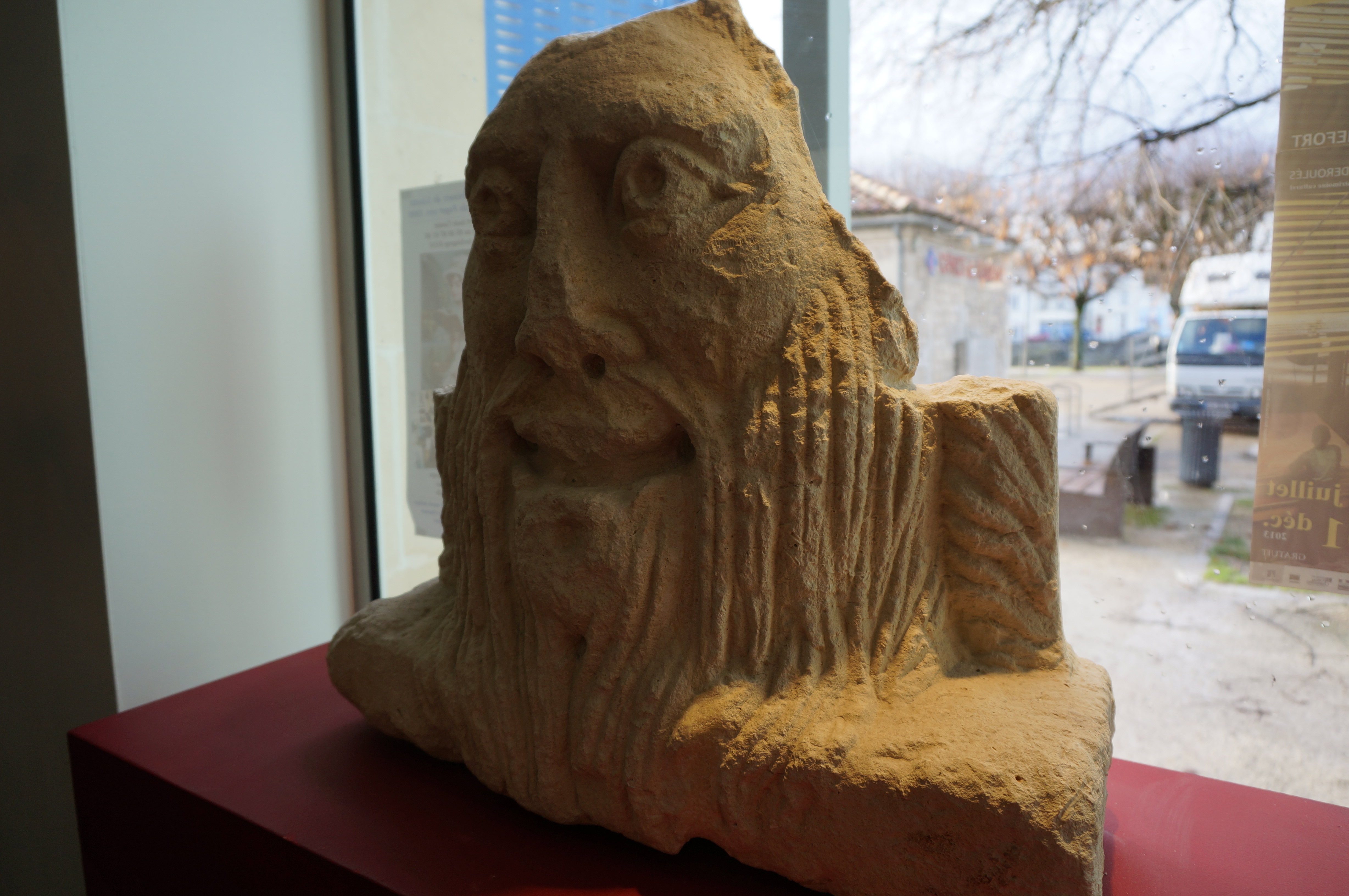
Dio barbuto.
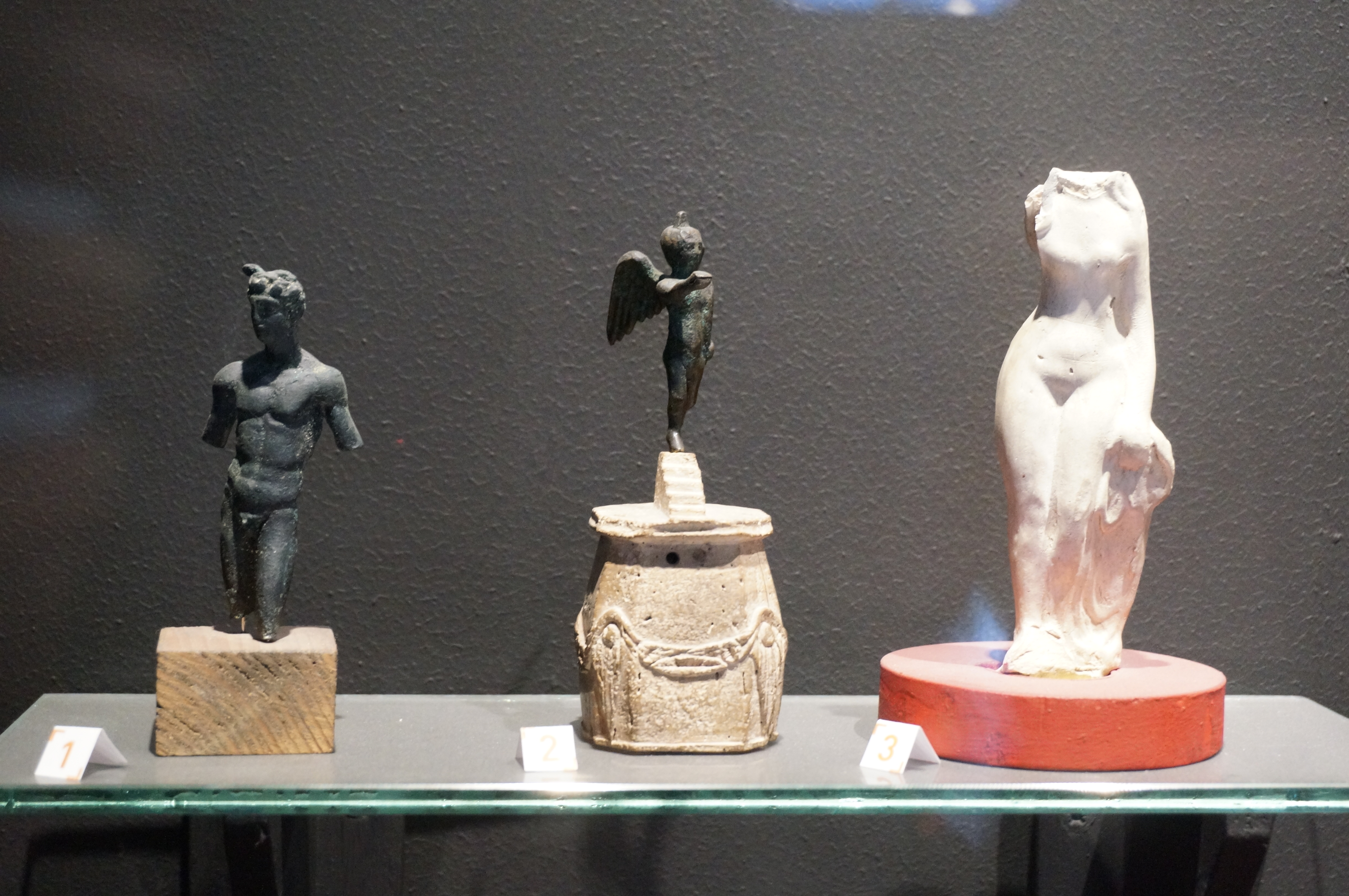
Mercurio, Cupido e Venere.
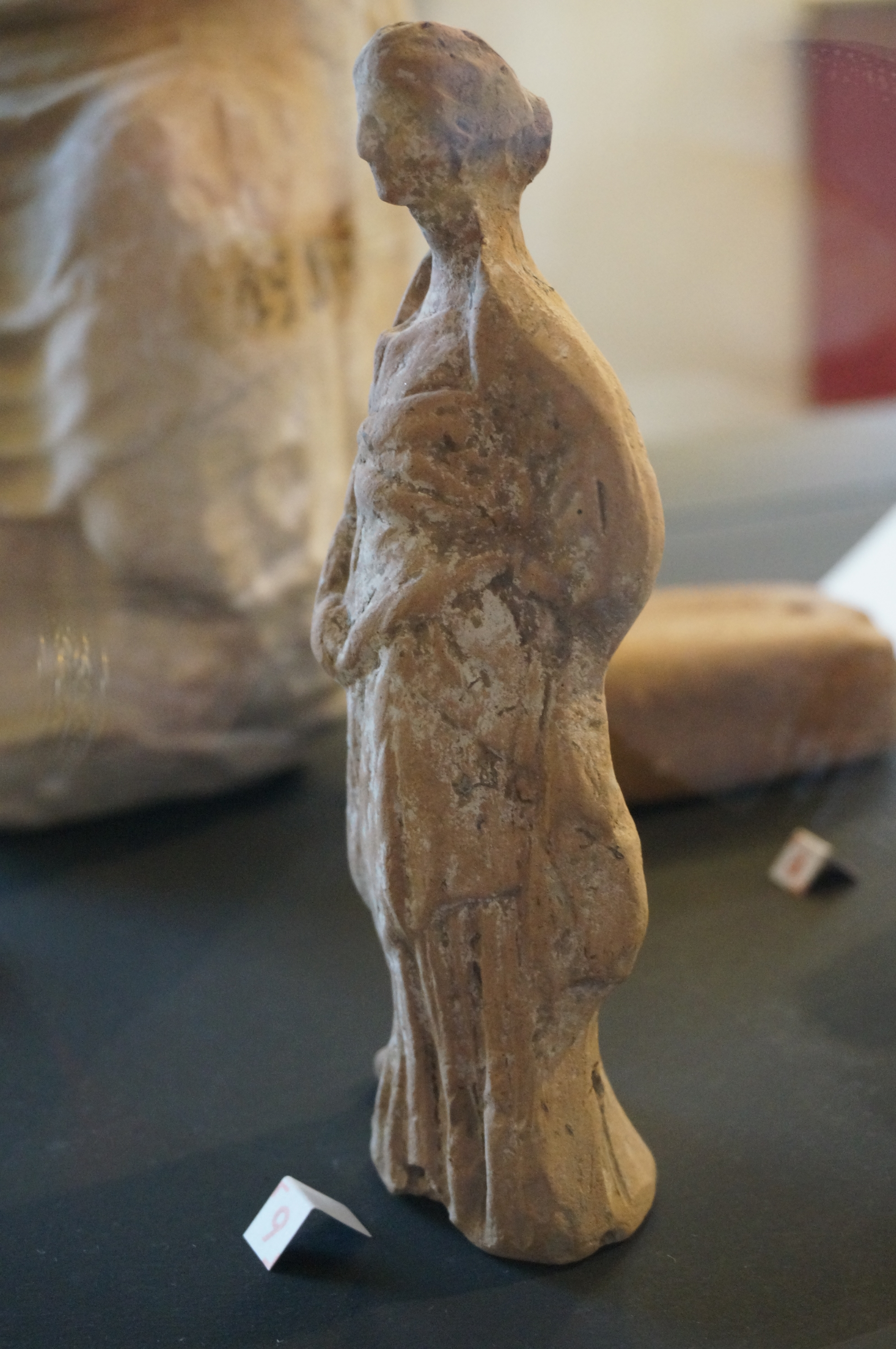
Tanagrina III secolo
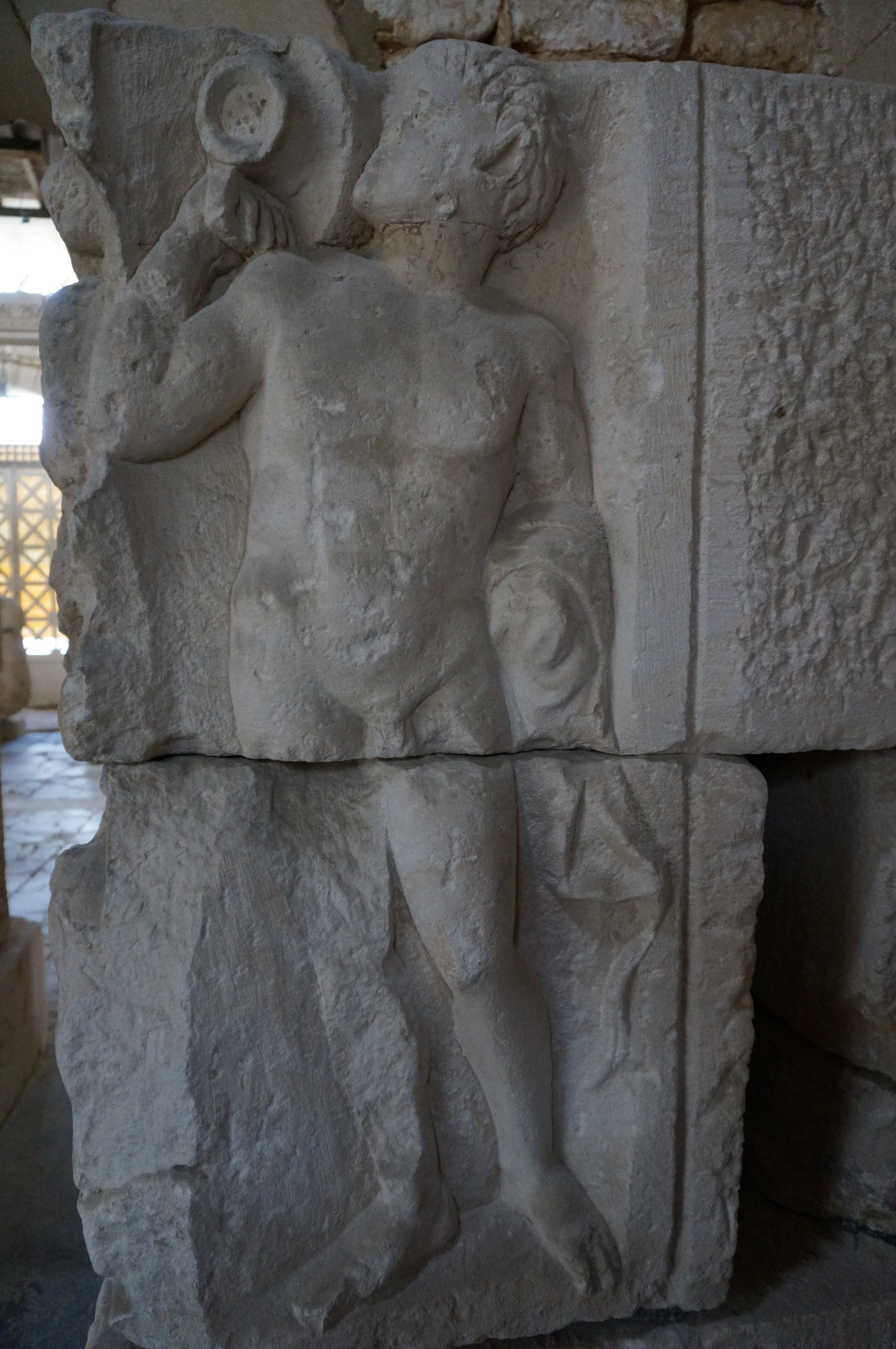
Rilievo con prigioniero dei Santoni
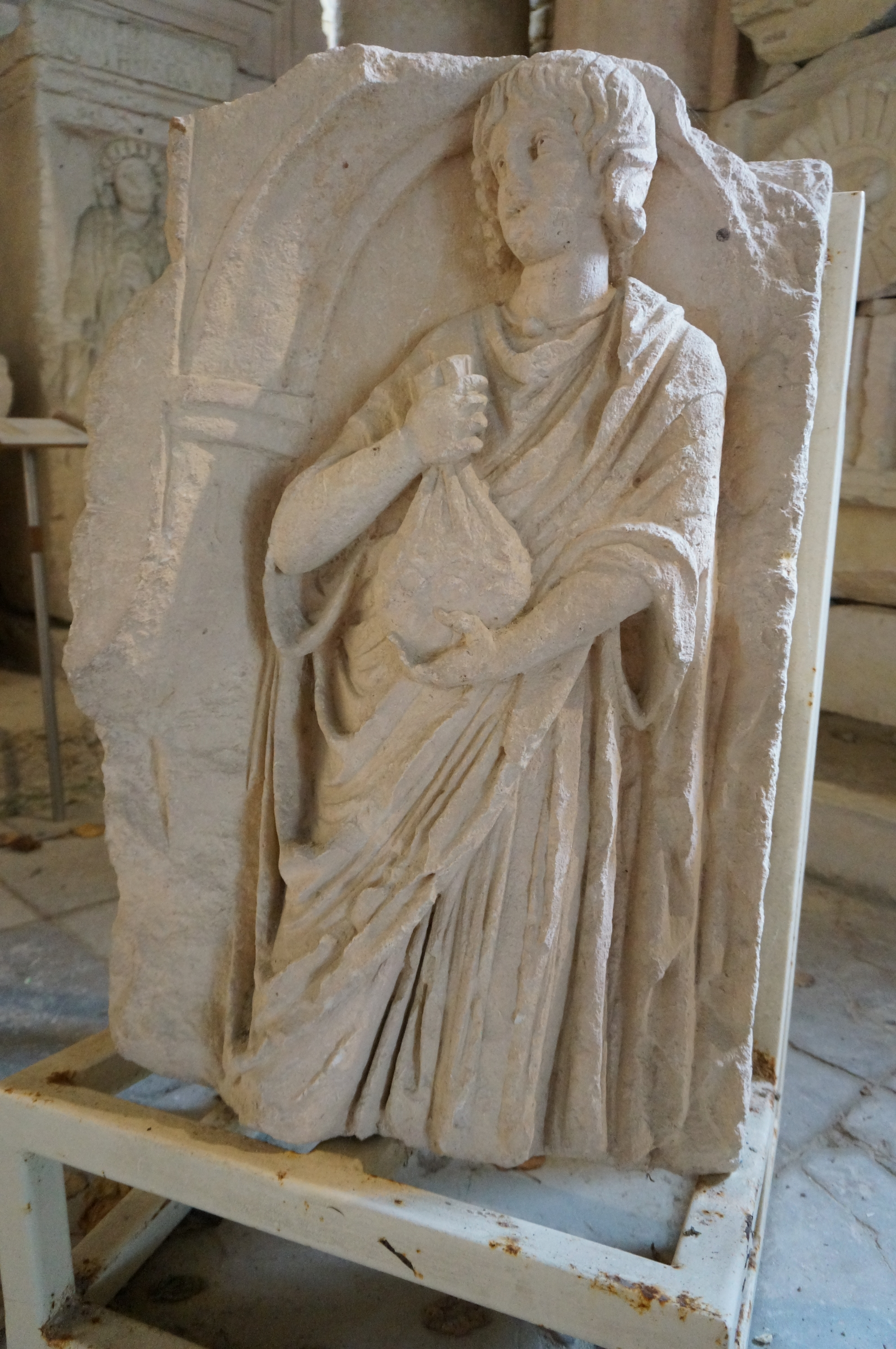
Rilievo con prigioniero dei Santoni

Nel 2008 è stata risistemata un'esposizione permanente dedicata alla Vita quotidiana al tempo dei Gallo-Romani.